# Василе Дехељану
Василе Дехељану (12. август 1910. — 30. април 2003) био је румунски фудбалер и тренер који је играо на средини терена.

## Биографија
На клупском нивоу играо је у првој лиги Румуније за Политехнику из Темишвара, Романију Клуж, Решицу и Рипенсију из Темишвара.
Са фудбалском репрезентацијом Румуније, изабран је од стране заједничких тренера Јозефа Уридила и Радулескуа да учествује на Светском првенству у Италији 1934. године. Тим је елиминисан у првом колу, када је изгубио од Чехословачке резултатом 2 : 1.

## Смрт
На дан своје смрти, био је једини преживели у фудбалским репрезентацијама Румуније које су учествовале на прва три ФИФА Светског првенства .

## Трофеји

### Као играч
Рипенсија Темишвар
- Прва лига Румуније (4): 1932–33, 1934–35, 1935–36, 1937–38
- Куп Румуније (2): 1933–34, 1935–36